# Shesha

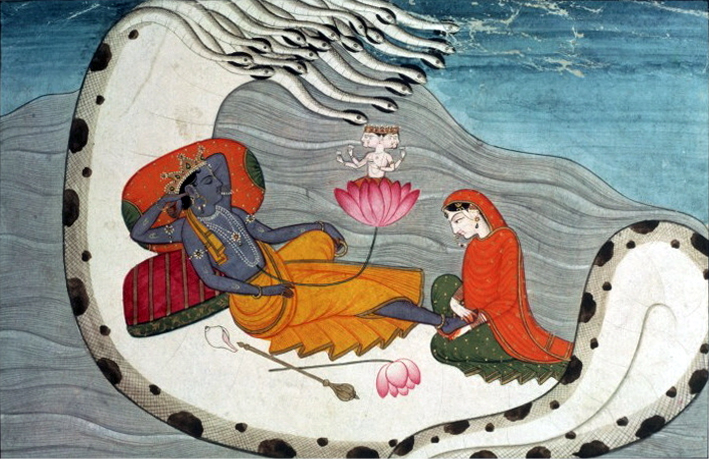
Vishnu en zijn gemalin Lakshmi op de slang Adishesha. Waterverfschildering, Kangra, rond 1870, Victoria and Albert Museum, Londen.

Shesha (Sanskriet: Śeṣa, letterlijk: "overblijfsel"), Adishesha (Ādiśeṣa) of Anatashesha is in de hindoeïstische mythologie de duizendkoppige slang waarop de god Vishnu slaapt in de periodes tussen de era's. De slang drijft in de oceaan van melk en houdt de onderwerelden in stand. Aan het begin van een nieuwe era rust de wereld op de koppen van de slang. Volgens sommige voorstellingen is Shesha deels reïncarnatie van Vishnu. Hij wordt in ieder geval altijd geassocieerd met deze god. Shesha wordt ook gezien als koning van de naga's (slangengoden).
De goden en demonen gebruikten Shesha's broer Vasuki als instrument om de oceaan van melk te karnen. Goden en demonen trokken elk aan een andere kant van de slang om zo het nectar van onsterfelijkheid (amrita) te bemachtigen. In sommige versies van de mythe gaat het hierbij om Shesha zelf in plaats van Vasuki.
Balarama, de halfbroer van Krishna (de avatar van Vishnu) is de avatar van Shesha. Krishna is donker gekleurd en Balarama is blank.